# Abortion
Abortion – zespół muzyczny grający muzykę z rodzaju Grindcore. Powstał w 1989 w miejscowości Nitra na Słowacji.

## Muzycy

### Obecny skład zespołu
- Libor Hanulay "Chipso" – gitara elektryczna
- Richard Oros "Charlie" – perkusja, wokal
- Anton Varga "Lepra" – gitara basowa, wokal

### Byli członkowie zespołu
- Mario Matulay "Picass" – gitara elektryczna

## Dyskografia[1]
- (1990) Dead World (demo)
- (1991) Disgusting Nation (demo)
- (1992) Impurity... Perversity... Love?? (demo)
- (1993) Godmaggots (demo)
- (1996) Sense Of Humor (demo)
- (1997) Charity (demo)
- (1998) Murdered Culture
- (1999) We Never Forget!!! / Glass Eyes (split)
- (2000) The Truth Hurts
- (2001) Abortion / Agathocles / Din-Addict / Malignant Tumour (split)
- (2002) Have A Nice Day
- (2004) Gonna Be Worse
- (2006) The Gonzo Music
- (2008) Deeper & Darker / Era Idiots (split)
- (2008) Old Music for Old People / Untitled (split)
- (2009) The Truth Hurts / A Forca dos Porcos Famintos (split)
- (2009) Weapons for All (Split)
- (2012) Wasted Years 1992-2000 (kompilacja)
- (2012) Šalieme všetci / Súkromná vojna (split)
- (2013) Gride / Abortion (split)
- (2014) Konvert
- (2015) Humit / Abortion / Alea Iacta Est / Sedem Minút Strachu / Kumuru / Paskuda (split)
- (2015) Abortion / Choked by Own Vomits (split)
- (2016) Abortion / Sram (split)
- (2017) All You Need Is Hate
- (2018) Abortion / Per Capita (split)
- (2019) Final Exit / Abortion (split)
- (2020) No Lives Matter